# 六十三角形

正六十三角形

六十三角形（ろくじゅうさんかくけい、ろくじゅうさんかっけい、hexacontatrigon）は、多角形の一つで、63本の辺と63個の頂点を持つ図形である。内角の和は10980°、対角線の本数は1890本である。

## 正六十三角形
正六十三角形においては、中心角と外角は5.714…°で、内角は174.285…°となる。一辺の長さが a の正六十三角形の面積 S は
{\displaystyle S={\frac {63}{4}}a^{2}\cot {\frac {\pi }{63}}}
{\displaystyle \cos(2\pi /63)}の一部である{\displaystyle \cos(6\pi /7)\cos(8\pi /9)}を平方根と立方根で表す場合、{\displaystyle x^{9}-15x^{7}-4x^{6}+54x^{5}+12x^{4}-38x^{3}-9x^{2}+6x+1=0}の解となる。
{\displaystyle \cos {\frac {2\pi }{63}}={\frac {{\sqrt[{3}]{\omega \sigma _{7}^{5}}}+{\sqrt[{3}]{\omega ^{2}\sigma _{7}^{2}}}}{2}}}
ここで、{\displaystyle \omega =e^{{\frac {2\pi }{3}}i},\sigma _{7}=e^{{\frac {2\pi }{7}}i}.}

### 正六十三角形の作図
正六十三角形は定規とコンパスによる作図が不可能な図形である。
正六十三角形は折紙により作図可能である。